# Óscar Rodríguez Garaicoechea
Pour les articles homonymes, voir Oscar Rodriguez et Rodríguez.
Rodríguez  Garaicoechea est un nom espagnol. Le premier nom de famille, en général paternel, est Rodríguez ; le second, en général maternel, souvent omis, est Garaicoechea.
Óscar Rodríguez Garaicoechea (né le 6 mai 1995 à Burlada en Navarre) est un coureur cycliste espagnol.

## Biographie
De 2014 à 2016, Óscar Rodríguez Garaicoechea court au sein du club Lizarte, alors filiale de l'équipe World Tour Movistar. Bon grimpeur, il s'illustre lors de sa troisième saison espoirs en obtenant de nombreuses victoires, notamment sur le Tour de Palencia. 
Il passe professionnel en 2017 au sein de la structure Euskadi Basque Country-Murias, après y avoir été stagiaire. En septembre 2018, pour son premier grand tour, il se révèle au niveau World Tour en remportant la 13e étape du Tour d'Espagne, devant Rafał Majka.
En aout 2020, il se classe cinquième du championnat d'Espagne du contre-la-montre.

## Palmarès

### Palmarès sur route
- 2016
  - Champion de Navarre
  - Mémorial Aitor Bugallo
  - Premio San Pedro
  - Classement général du Tour de Palencia
  - San Bartolomé Saria
  - Oñati Proba
- 2018
  - 13e étape du Tour d'Espagne
- 2019
  - 2e du Tour de Burgos
- 2021
  - 2e du Mont Ventoux Dénivelé Challenges
  - 3e de la Route d'Occitanie
- 2022
  - 2e du Tour de Hongrie

### Résultats sur les grands tours

#### Tour d'Italie
2 participations
- 2020 : 45e
- 2023 : abandon (11e étape)

#### Tour d'Espagne
4 participations
- 2018 : 51e, vainqueur de la 13e étape
- 2019 : 22e
- 2021 : abandon (7e étape)
- 2024 : 24e

### Classements mondiaux
| Année                                 | 2018  | 2019 | 2020 | 2021 | 2022 | 2023  | 2024 |
| ------------------------------------- | ----- | ---- | ---- | ---- | ---- | ----- | ---- |
| Classement mondial                    | 640e  | 207e | 329e | 214e | 352e | 1595e | 353e |
| UCI Europe Tour                       | 1406e | 173e | 271e | 185e | 282e | nc    | nc   |
|                                       |       |      |      |      |      |       |      |
| Légende : nc = non classéSource : UCI |       |      |      |      |      |       |      |